# 东坡路站
东坡路站位于成都市青羊区中环路青羊大道段，是成都地铁7号线的地下岛式站台车站，因临近东坡路而得名，于2017年12月6日启用。在7号线建设期间，本站曾使用工程名“光华村站”。本站土建部分的施工方为中铁八局集团第一工程有限公司。

## 车站结构
本站为地下两层单柱岛式站台车站，计划设有5个出入口（其中2个出入口预留），2组风亭和1个紧急疏散口，总长214.5米，标准段宽22.1米，基坑深约16米，主体建筑面积约为9721平方米，总建筑面积约为11147平方米。

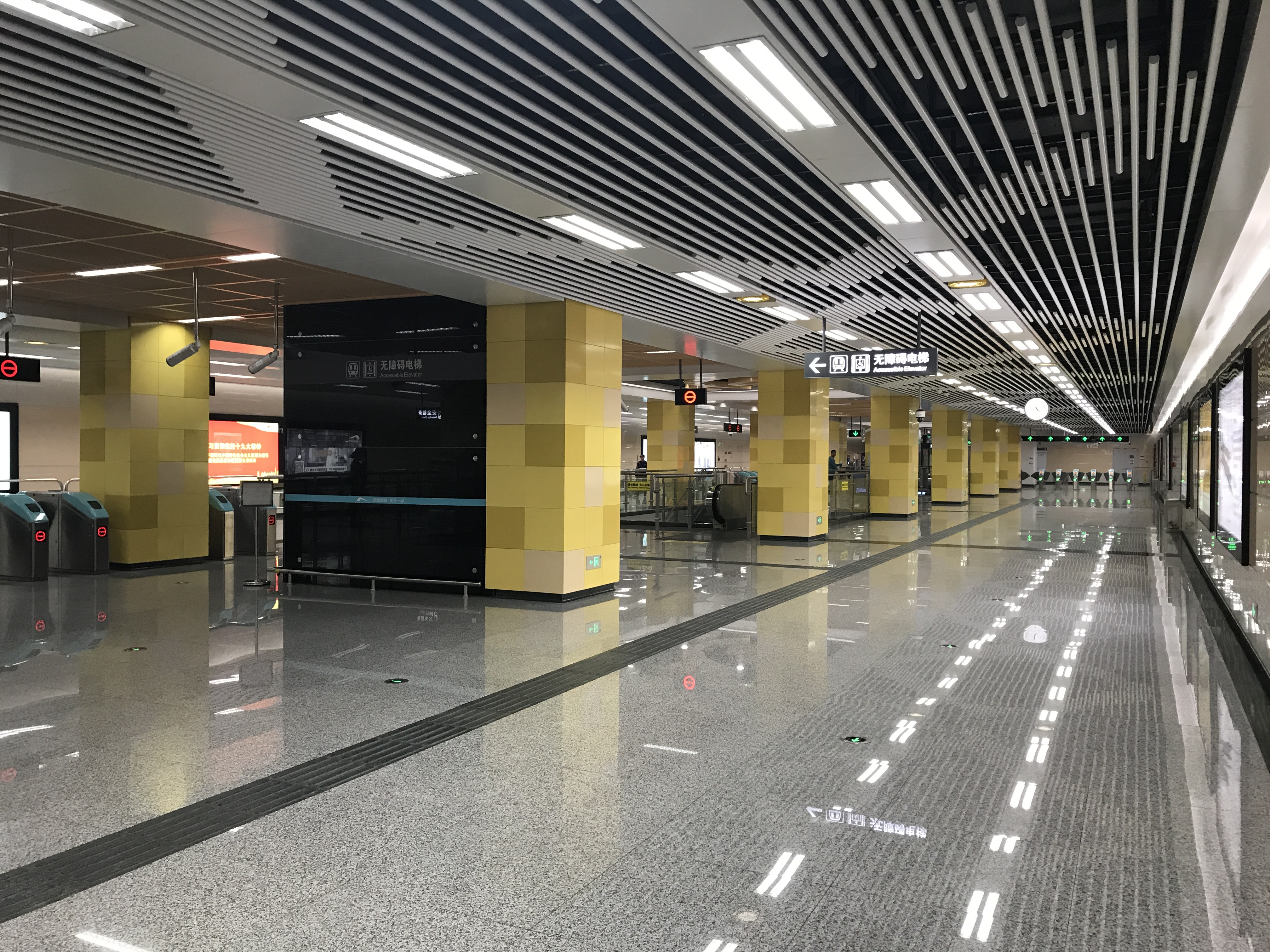
站厅层
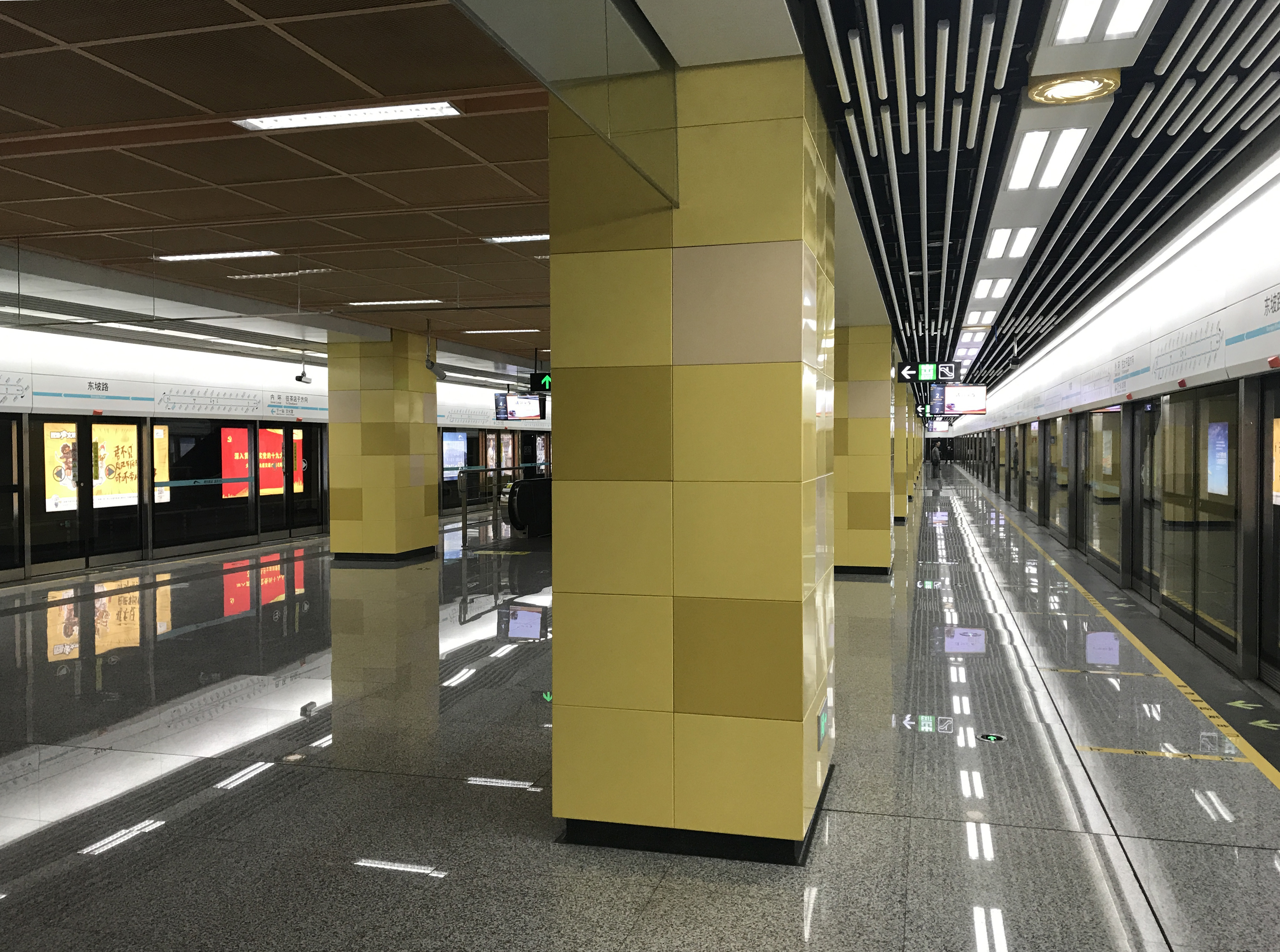
站台层

| 地面              | 0    | 出入口                                                                                        |
| 地下一层          | 站厅 | 自助购票、客服中心                                                                            |
| 地下二层          | 站台 | \| \| \| 7号线外环（文化宫） \| \| 島式 · 開左邊车门 \| \| \| \| \| \| 7号线内环（龙爪堰） \| |
|                   |      | 7号线外环（文化宫）                                                                           |
| 島式 · 開左邊车门 |      |                                                                                               |
|                   |      | 7号线内环（龙爪堰）                                                                           |

- 站厅层
- 站台层

## 出入口
本站目前开放3个出入口，均位于中环路东侧。
| 编号     | 设施                    | 指示                     | 照片 |
| -------- | ----------------------- | ------------------------ | ---- |
|          |                         | 中环路青羊大道段         |      |
| 出口 · B | 无障碍电梯 无障碍卫生间 | 家园路、中环路青羊大道段 |      |
| 出口 · C |                         | 中环路青羊大道段、家园路 |      |

## 公交换乘
37路；83路；84路；100路；147路；164路；214路；339路；422路；516路；1059路

## 历史
- 2013年12月11日，本站施工方案通过评审[7]；
- 2014年5月14日，主体结构封顶[4]；
- 2017年3月22日，车站通过实体质量验收[8]；
- 2017年12月6日，车站正式启用[1]。